# Роанок (Тексас)
Роанок (енгл. Roanoke) град је у америчкој савезној држави Тексас. По попису становништва из 2010. у њему је живело 5.962 становника.

## Демографија
Према попису становништва из 2010. у граду је живело 5.962 становника, што је 3.152 (112,2%) становника више него 2000. године.
| Група             | 2000.         | 2010.         |
| Белци             | 2.358 (83,9%) | 4.436 (74,4%) |
| Афроамериканци    | 38 (1,4%)     | 205 (3,4%)    |
| Азијати           | 30 (1,1%)     | 157 (2,6%)    |
| Хиспаноамериканци | 304 (10,8%)   | 1.010 (16,9%) |
| Укупно            | 2.810         | 5.962         |